# José Villanueva (bokser)
José Luis Villanueva (Manilla, 19 maart 1913 - 11 november 1983) is een voormalig Filipijns bokser. Villanueva was een van de Filipijnse deelnemers aan de Olympische Spelen van 1932. Hij behaalde daar de bronzen medaille op de Olympische Spelen van 1932 in de categorie batamgewicht. Dit was een eerste Filipijnse medaille ooit bij het boksen en een van de drie bronzen medailles van de Filipijnen op die Spelen. Op de Olympische Spelen van 1964 won zijn zoon Anthony Villanueva een zilveren medaille bij het boksen in de categorie vedergewicht.

## Resultaten op de Olympische Spelen van 1932
- Winst op Akira Nakao (Japan) in de 2e ronde op beslissing
- Verlies van Horace Gwynne (Canada) in de halve finale op beslissing
- Winst op Joseph Lang (Verenigde Staten) in de strijd om de 3e plek op beslissing